# UCI-Trial-Weltcup 2006
Beim UCI-Trial-Weltcup 2006 wurden durch die Union Cycliste Internationale die Weltcupsieger im Trial ermittelt.

## Ablauf
Der Weltcup 2006 bestand in seiner siebten Ausgabe aus fünf Läufen, so vielen wie noch nie zuvor:
- Spa-Francorchamps: 20.–21. Mai
- Graz: 16.–17. Juni
- Knokke-Heist: 8.–9. Juli
- Buthiers: 23.–24. September
- Lorca: 7.–8. Oktober

Der Lauf in Graz fand wie im Vorjahr auf dem Hauptplatz statt. Ebenfalls wie im Vorjahr gab es bei den Männern Kategorien für 20-Zoll- und für 26-Zoll-Räder, bei Frauen eine offene Klasse.

## Männer 20 Zoll
In der 20-Zoll-Klasse nahmen 49 Fahrer aus 12 Nationen an den Wettbewerben teil.
| # | Datum         | Ort               | Erster       | Zweiter          | Dritter              |
| - | ------------- | ----------------- | ------------ | ---------------- | -------------------- |
| 1 | 21. Mai       | Spa-Francorchamps | Benito Ros   | Rafał Kumorowski | Marco Hösel          |
| 2 | 17. Juni      | Graz              | Benito Ros   | Daniel Comas     | Rafał Kumorowski     |
| 3 | 9. Juli       | Knokke-Heist      | Benito Ros   | Marco Hösel      | Carles Diaz          |
| 4 | 24. September | Buthiers          | Daniel Comas | Rafał Kumorowski | Juan Antonio Linares |
| 5 | 8. Oktober    | Lorca             | Daniel Comas | Rafał Kumorowski | Carles Diaz          |

Gesamtwertung
| Platz | Name                 | Punkte |
| ----- | -------------------- | ------ |
| 1     | Daniel Comas         | 560    |
| 2     | Rafał Kumorowski     | 530    |
| 3     | Carles Diaz          | 500    |
| 4     | Juan Antonio Linares | 465    |
| 5     | Sebastian Hoffmann   | 383    |
| 6     | Benito Ros           | 375    |

## Männer 26 Zoll
In der 26-Zoll-Klasse gab es 57 Teilnehmer aus 9 Nationen.
| # | Datum         | Ort               | Erster           | Zweiter             | Dritter      |
| - | ------------- | ----------------- | ---------------- | ------------------- | ------------ |
| 1 | 21. Mai       | Spa-Francorchamps | Kenny Belaey     | Vincent Hermance    | Marc Caisso  |
| 2 | 17. Juni      | Graz              | Vincent Hermance | Thomas Öhler        | Marc Caisso  |
| 3 | 9. Juli       | Knokke-Heist      | Vincent Hermance | Kenny Belaey        | Marc Caisso  |
| 4 | 24. September | Buthiers          | Vincent Hermance | Giacomo Coustellier | Kenny Belaey |
| 5 | 8. Oktober    | Lorca             | Vincent Hermance | Kenny Belaey        | Marc Caisso  |

Gesamtwertung
| Platz | Name              | Punkte |
| ----- | ----------------- | ------ |
| 1     | Vincent Hermance  | 610    |
| 2     | Kenny Belaey      | 550    |
| 3     | Marc Caisso       | 515    |
| 4     | Thomas Öhler      | 500    |
| 5     | Aurélien Fontenoy | 455    |
| 6     | Thomas Mrohs      | 353    |

## Frauen
An jedem der fünf Wettkämpfe nahmen je vier Fahrerinnen teil, insgesamt kamen sieben Fahrerinnen in die Wertung.
| # | Datum         | Ort               | Erste      | Zweite                    | Dritte                    |
| - | ------------- | ----------------- | ---------- | ------------------------- | ------------------------- |
| 1 | 21. Mai       | Spa-Francorchamps | Karin Moor | Julie Pesenti             | Ann-Christin Bettenhausen |
| 2 | 17. Juni      | Graz              | Karin Moor | Ann-Christin Bettenhausen | Julie Pesenti             |
| 3 | 9. Juli       | Knokke-Heist      | Karin Moor | Julie Pesenti             | Ann-Christin Bettenhausen |
| 4 | 24. September | Buthiers          | Karin Moor | Julie Pesenti             | Léa Herval                |
| 5 | 8. Oktober    | Lorca             | Karin Moor | Gemma Abant               | Mireia Abant              |

Gesamtwertung
| Platz | Name                      | Punkte |
| ----- | ------------------------- | ------ |
| 1     | Karin Moor                | 625    |
| 2     | Julie Pesenti             | 435    |
| 3     | Ann-Christin Bettenhausen | 320    |
| 4     | Gemma Abant               | 110    |
| 5     | Mireia Abant              | 105    |
| 6     | Léa Herval                | 105    |